# Charles R. Heflebower

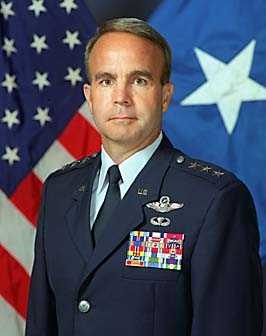
Charles R. Heflebower (2002)

Charles R. Heflebower (* um 1945) ist ein pensionierter Generalleutnant der United States Air Force. Er war unter anderem Kommandeur der 7. Luftflotte.
Im Jahr 1967 absolvierte er die United States Air Force Academy in Colorado Springs. Nach seiner Graduation wurde er als Leutnant in das Offizierskorps der Air Force aufgenommen. In der Folge durchlief er alle Offiziersgrade vom Leutnant bis zum Drei-Sterne-General.
Im Lauf seiner militärischen Karriere absolvierte er verschiedene Kurse und Schulungen. Dazu gehörten unter anderem eine Ausbildung zum Kampfpiloten und weitere Fortbildungskurse als Pilot neuer Flugzeugtypen; die Squadron Officer School auf der Maxwell Air Force Base in Alabama; das National War College in Fort Lesley J. McNair in Washington, D.C.; der Joint Force Air Component Commander Course und der Joint Flag Officer Warfighting Course (beide auf der Maxwell AFB). Außerdem erhielt er akademische Grade von der University of Arkansas und der Harvard University.
In seinen frühen Jahren als Offizier der Luftwaffe war er an verschiedenen Stützpunkten in den Vereinigten Staaten stationiert. Dabei war er als Pilot, Flugausbilder oder Stabsoffizier bei unterschiedlichen Einheiten tätig. Dazwischen absolvierte er die erwähnten Schulungen. Als Stabsoffizier war er unter anderem im Hauptquartier der Air Force tätig. Zwischen August 1970 und August 1971 war er auf der Udorn Royal Thai Air Force Base in Thailand stationiert. Von dort aus war er als Kampfpilot im Vietnamkrieg eingesetzt. Anschließend wurde er auf die Ramstein Air Base in Deutschland versetzt. Dort war er bis Februar 1973 Pilot beim 26. Taktischen Aufklärungsgeschwader (26th Tactical Reconnaissance Wing). Später war er dort bis März 1974 Stabsoffizier im Hauptquartier der United States Air Forces in Europe, das erst kurz zuvor von Wiesbaden nach Ramstein verlegt worden war.
Anschließend setzte er seine Offizierslaufbahn in den Vereinigten Staaten fort. Zwischen März 1978 und Juli 1981 war er nochmals auf der Ramstein Air Base stationiert. Dort war er zunächst Pilot und Stabsoffizier der 512th Tactical Fighter Squadron. Danach kommandierte er dort die 526th Tactical Fighter Squadron. Am Ende seiner Zeit auf der Ramstein Air Base war Heflebower Stabsoffizier beim 86. Kampfgeschwader (86th Tactical Fighter Wing).
Nach zwischenzeitlich anderen Verwendungen und weiteren Schulungen wurde Charles Heflebower im August 1987 auf die Hill Air Force Base in Utah versetzt. Dort war er bis zum Juni 1990 Pilot, stellvertretender Kommandeur und schließlich regulärer Kommandeur des 388. Taktischen Kampfgeschwaders (388th Tactical Fighter Wing). Es folgte eine Versetzung zum Hauptquartier der Luftwaffe in Washington, D.C., dem er bis Juli 1991 angehörte. Danach wurde er auf der Randolph Air Force Base in Texas Stabsoffizier bei der Personalverwaltung der Air Force (Director of Assignments, Headquarters Air Force Military Personnel Center). Im Juni 1992 kehrte er zum Hauptquartier der Luftwaffe zurück, wo er bis Januar 1994 die Abteilung für Personalprogramme und Ausbildung leitete (Director of Personnel Programs, Education and Training). Anschließend war er bis zum Februar 1995 ebenfalls im Luftwaffenhauptquartier Abteilungsleiter für Planungen und Bewertungen (Director of Programs and Evaluation).
Es folgte eine Versetzung zur Sembach Air Base in Deutschland. Dort kommandierte Charles Heflebower zwischen Februar 1995 und August 1996 die 17. Luftflotte (17th Air Force) und das zwischenzeitlich bestehende Interim Combined Air Operations Center 3. Daran schloss sich eine Versetzung zum NATO-Hauptquartier in Belgien an. Zwischen August 1996 und Oktober 1998 gehörte er dort den Stabsabteilungen für Operationen und Logistik an (Assistant Chief of Staff, Operations and Logistics Division, Supreme Headquarters Allied Powers Europe).
Seine nächste militärische Mission führte ihn auf die Hickham Air Force Base in Hawaii. Zwischen Oktober 1998 und September 1999 war er dort stellvertretender Kommandeur der Pacific Air Forces. Es folgte eine Versetzung nach Südkorea. Dort erhielt er am 14. September 1999 als Nachfolger von Joseph E. Hurd das Kommando über die 7. Luftflotte. Gleichzeitig war er stellvertretender Kommandeur der United States Forces Korea, der kombinierten südkoreanisch-amerikanischen Streitkräfte, und des United Nations Commands. Diese Aufgaben bekleidete er bis zum 19. November 2001, als er von Lance L. Smith abgelöst wurde. Wenig später schied er aus dem aktiven Militärdienst aus.
Während seiner aktiven Zeit als Militärpilot absolvierte er fast 4000 Flugstunden auf verschiedenen Flugzeugtypen.

## Daten der Beförderungen
| Abzeichen | Rang               | Jahr               |
| --------- | ------------------ | ------------------ |
|           | Second Lieutenant  | 7. Juni 1967       |
|           | First Lieutenant   | 7. Dezember 1968   |
|           | Captain            | 7. Juni 1970       |
|           | Major              | 1. Juni 1976       |
|           | Lieutenant Colonel | 1. April 1979      |
|           | Colonel            | 1. November 1983   |
|           | Brigadier General  | 3. August 1991     |
|           | Major General      | 28. September 1994 |
|           | Lieutenant General | 17. Oktober 1998   |

## Orden und Auszeichnungen
Charles Heflebower erhielt im Lauf seiner militärischen Laufbahn unter anderem folgende Auszeichnungen:
- Defense Distinguished Service Medal
- Air Force Distinguished Service Medal
- Legion of Merit
- Distinguished Flying Cross
- Meritorious Service Medal
- Air Medal
- Joint Meritorious Unit Award
- Air Force Outstanding Unit Award
- Air Force Organizational Excellence Award
- Combat Readiness Medal
- National Defense Service Medal
- Armed Forces Expeditionary Medal
- Vietnam Service Medal
- Armed Forces Service Medal
- Gallantry Cross (Südvietnam)
- Vietnam Campaign Medal (Südvietnam)
- NATO-Medaille

Außerdem erhielt er einige Ordensbänder (ribbons) verliehen.